# Семантично таргетиране
Семантичното таргетиране е техника за онлайн рекламиране, при която в уебсайтовете се появяват неслучайни реклами, а такива, които да достигат до определена таргет аудитория. То е вид целево рекламиране (таргетинг) и по-точно форма на контекстуалното рекламиране. Семантичното таргетиране се използва от онлайн издателите и рекламодателите, за да увеличат те ефективността на рекламните си кампании. Подборът на рекламите се извършва с помощта на специализиран софтуер, анализиращ разглежданото от потребителя съдържание.

## Произход
Семантичното таргетиране води началото си от разработките, свързани със семантичните мрежи. Семантичната мрежа позволява преобразуване на понятия, изразени на естествен език, в данни по начин, който улеснява автоматичната им обработка, като софтуерът може програмно да разбере и да обоснове съотнасянето на различните елементи на данните един към друг. Идеята на семантичното таргетиране е да се идентифицират понятията и контекста, в който се появяват, като това позволява на маркетолозите да доставят тясно таргетирани и специфични рекламни кампании на уеб страниците.

## Развитие на онлайн рекламата
Насочването на рекламите към специфични микросегменти е фундаментално изискване за ефективна кампания. В последно време двата начина, използвани за таргетиране, са поведенческото и контекстуалното таргетиране. Днес е общоприето, че и двата метода крият опасности както за рекламодателите, така и за потребителите.
При поведенческото таргетиране се събират данни за разглежданите от даден потребител страници от уебсайт. Този процес се улеснява чрез поставянето на cookie на потребителския компютър. HTTP-бисквитката докладва, анализира и идентифицира моделите на поведението на онлайн разглеждане на потребителя. При избор на този начин обаче от страна на потребителските групи и законодателните органи се изразява голяма загриженост за защитата на правото на личен живот.
При контекстуалното рекламиране софтуерът сканира съдържанието на уеб страниците, търсейки и идентифицирайки ключови думи, към които да бъдат свързани рекламите. Ако се намери съвпадение, рекламата автоматично се поставя там. Такива системи обаче не са способни да идентифицират контекста на цялата страница и така рекламата може да бъде поставена на неподходящо или дори обидно място.
Освен това софтуерът не може да идентифицира нюансите или точното значение на определени думи, което също може да доведе до неподходящо поставяне на реклами. Например на английски думата „orange“ може да означава цвят и плод, а освен това е и името на телекомуникационна компания и т.н.

## Принцип на работа на семантичното таргетиране
Семантичното таргетиране цели да напасне специфичния контекст на съдържанието на страница от уебсайт с наличните рекламни кампании. Основната разлика между семантичното таргетиране и контекстуалното рекламиране е, че вместо да търси набелязани ключови думи в дадена страница, семантичната система изследва всички думи и определя значенията и нюансите им. Много думи имат повече от едно значение и ако контекстът, в който те се появяват, не бъде добре разбран, поставянето на реклами на места без контекстуална връзка е силно вероятно. Системата за семантично таргетиране трябва да изследва всички думи преди да успее правилно да идентифицира темата на дадения текст и да постави контекстуална реклама. Ако например потребителят разглежда уебсайт, свързан с голфа, който използва семантично таргетиране, този потребител може да види свързани с този спорт реклами, като например голф стикове, голф ваканции и др. Рекламодателите могат да поставят рекламите си в дадени категории, използвайки онтология или таксономия, за да се уверят, че рекламите им ще се появяват само на страници с подходящ контекст.
Освен това, семантичното таргетиране може да идентифицира настроението на дадена уеб страница чрез ефективен анализ на езика, използван в нея. Анализът на настроението може да определи дали съдържанието на страницата говори за даден обект в положителна или отрицателна светлина. Ако страницата е с негативно отношение към даден обект, системата за семантично таргетиране може да възпрепятства поставянето на реклама, свързана с дадената тема.
Други възможности на системата за семантично таргетиране включват филтрирането, защитаващо марката. Това позволява дори блокирането на друга реклама със спорен характер, поставена на същата страница. Такава система може да предотврати поставянето на рекламата в близост до съдържание, включващо еротика, алкохол, голота, обиден език, лоши новини и други подобни. По този начин би се избегнало потенциалната вреда върху марката, както ако например реклама на авиолинии бъде поставена до новина за самолетна катастрофа.